# International Affiliation of Writers Guilds
International Affiliation of Writers Guilds (IAWG) är en internationell fackförening för professionella manusförfattare och dramatiker. Vissa av medlemsförbunden är också anslutna till andra fackliga centralorganisationer.
IAWG arbetar för att upprätthålla upphovsrätten och att upphovsrättsinnehavarna ska få skäligt betalt. Om en medlem flyttar till ett nytt land erkänns dennes medlemskap i det landets medlemsförbund automatiskt.
Ett av IAWG:s viktigaste uppdrag är att registrera manus för att kunna verifiera att det inte rör sig om upphovsrättsbrott. De flesta medlemsförbund har årliga prisceremonier för att fira bedrifter inom yrket.

## Fullvärdiga medlemmar
- Australian Writers' Guild
- Irish Playwrights and Screenwriters' Guild
- New Zealand Writers Guild
- Société des Auteurs de Radio, Télévision et Cinéma
- Writers Guild of America, East
- Writers Guild of America West
- Writers Guild of Canada
- Writers' Guild of Great Britain

## Övriga medlemmar
- Sección de Autorres y Adaptadores de Cine
- Union-Guilde des Scénaristes